# Rosénka
Rosénka je český, převážně dětský folklórní soubor z Prahy, který svůj repertoár zaměřuje se jihovýchodní Moravu, zejména pak Dolňácko. Založila jej Radmila Baboráková v roce 1982 a od roku 2011 jej vede Zuzana Cílová. Spadá pod Dejvické divadlo.